# Matthäus Schuster
Matthäus Schuster, auch Mattheus, (* 12. April 1881 in Fürstenfeldbruck; † 31. Mai 1953 in München) war ein deutscher Geologe. Er war Oberbergdirektor beim Bayerischen Oberbergamt in München.

## Leben
Er besuchte die Industrieschule und studierte von 1901 bis 1904 Chemie und beschreibende Naturwissenschaften (besonders Mineralogie und Petrographie bei Konrad Oebbeke und Maximilian Weber) an der Universität und TH München. Nach dem naturwissenschaftlichen Staatsexamen trat er 1904 als Assistent in das Bayerische Oberbergamt (Geologische Abteilung, Leitung Ludwig von Ammon) in München ein. Man suchte damals einen Petrographie-Spezialisten (Untersuchung und Anfertigung von Dünnschliffen) und er bearbeitete Gesteine aus dem Nördlinger Ries und Togo und für Otto Maria Reis (seinem Lehrer in geologischer Kartierung) Eruptivgesteine der Pfalz, was sein erstes  Hauptarbeitsgebiet wurde und Thema seiner Dissertation. Später (ab den 1930er Jahren) wandte er sich ganz davon ab und wurde sogar ein Gegner von Dünnschliffuntersuchungen. Er vertrat damals wie Edwin Hennig, R. Löffler die Auffassung, das Ries wäre durch eine Vulkaneruption entstanden (Wasserdampfexplosion durch Wassereinschlüsse aus aufgeschmolzenem Granit). 1907 wurde er an der TH München bei Oebbeke mit Auszeichnung promoviert (Beiträge zur mikroskopischen Kenntnis der basischen Eruptivgesteine aus der Bayerischen Rheinpfalz) und 1908 Königlicher Geologe. 1921 wurde er Landesgeologe, 1924 Oberbergrat  und 1929 Oberregierungsrat und Amtsvorstand der Geologischen Landesuntersuchung im Bayerischen Oberbergamt bzw. dessen Nachfolger ab 1939, der Zweigstelle München des Reichsamts für Bodenforschung. Im Oktober 1944 trat er zurück. Im März 1945 ging er in den Ruhestand. 
Er tat sich insbesondere durch Kartierungen in der unterfränkischen Trias hervor. Er setzte die von Carl Wilhelm von Gümbel begonnene Geognostische Karte 1:100.000 von Bayern fort (Blatt Uffenheim, Würzburg-West mit Reis, Kitzingen mit H. Nathan, Neustadt an der Saale, Oberlauringen, Eßfeld). In den 1930er Jahren veröffentlichte er eine umfangreiche Folge von Abhandlungen über die Gliederung des Buntsandsteins in Unterfranken. Er selbst war ein hervorragender Zeichner (was er noch auf der Industrieschule lernte) und legte auch bei seinen Geologen darauf großen Wert (eine Verwendung ungespitzter Bleistifte bei der geologischen Aufnahme soll ausgereicht haben, es sich mit ihm auf Dauer zu verscherzen). 1954 veröffentlichte er ein Buch zum  Technischen Zeichnen für Geologen. Neben der Trias befasste er sich auch mit Quartär-Geologie z. B. des Maindreiecks.
1919 habilitierte er sich (Die geologischen Verhältnisse der südlichen Rhön zwischen dem Büchelberg und der Saale= Erläuterungen zum Blatt Hammelburg-Nord der Geolog. Karte von Bayern 1:25.000), wurde Privatdozent an der TH München und 1928 erhielt er den Titel außerordentlicher Professor.
Er kartierte die geologischen Karten 1:25.000 Hammelburg Nord und Süd, Ebenhausen (mit Reis), Euerdorf (mit Reis), Schönderling (mit Reis), Motten-Wildflecken, Gräfendorf, Neustadt an der Saale.

## Schriften
- Die geologischen Verhältnisse der südlichen Rhön zwischen dem Büchelberg und der Saale. Habilitationsschr. Chem. Abt. Techn. Hochschule München, 88 S., München 1921.
- Erläuterungen zur Geologischen Karte von Bayern 1:25 000, Blatt Hammelburg-Nord Nr. 65. Bayer. Oberbergamt, 104 S., München 1921.
- Erläuterungen zur Geologischen Karte von Bayern 1:25 000, Blatt Motten-Wildflecken Nr. 9/10. Bayer. Oberbergamt, 78 S., München 1924.
- Erläuterungen zur Geologischen Karte von Bayern 1:25 000, Blatt Gräfendorf Nr. 64. Bayer. Oberbergamt, 86 S., München 1925.
- Der geologische Aufbau des fränkischen Gäus zwischen Ochsenfurt und Uffenheim und des angrenzenden Keupersteilrandes. 96 S., München 1926.
- Die Gliederung des Unterfränkischen Buntsandsteins. I. Der Untere und Mittlere Buntsandstein. Abh. Geol. Landesunters. Bayer. Oberbergamt, 7, 62 S., München 1932.
- Die Gliederung des Unterfränkischen Buntsandsteins. II. Der Obere Buntsandstein oder das Röt. a. Die Grenzschichten zwischen Mittlerem und Oberem Buntsandstein. Abh. Geol. Landesunters. Bayer. Oberbergamt, 9, 58 S., München 1933.
- Die Gliederung des Unterfränkischen Buntsandsteins. II. Der Obere Buntsandstein oder das Röt. b. Das Untere Röt oder die Stufe des Plattensandsteins. Abh. Geol. Landesunters. Bayer. Oberbergamt, 15, 64 S., München 1934.
- Die Gliederung des Unterfränkischen Buntsandsteins. II. Der Obere Buntsandstein oder das Röt. c. Das Obere Röt oder die Stufe der Röt-Tone (1. Die Unteren Röt-Tone und der Röt-Quarzit). Abh. Geol. Landesunters. Bayer. Oberbergamt, 22, 67 S., München 1935.
- Die Gliederung des Unterfränkischen Buntsandsteins. II. Der Obere Buntsandstein oder das Röt. c. Das Obere Röt oder die Stufe der Röt-Tone (2. Die Oberen Röt-Tone mit den Myophorien-Schichten). Abh. Geol. Landesunters. Bayer. Oberbergamt, 23, 53 S., München 1936.
- Das geographische und geologische Blockbild. Berlin 1954.
- Herausgeber und Mitautor: Abriß der Geologie von Bayern r. d. Rhön und der angrenzenden süddeutschen, tiroler und Schweizer Gebiete in 6 Abteilungen. München 1929.
- Geologische Übersichtskarte von Bayern r. d. Rhön 1:250.000.